# Kleopatra 2. af Egypten
Kleopatra 2. (oldgræsk: Κλεοπάτρα ca. 185 f.Kr. - 116 f.Kr.) var dronning (og kortvarigt enehersker), af det ptolemæiske Egypten.

## Familie
Kleopatra 2. var datter af Ptolemaios 5. og sandsynligvis Kleopatra 1.. Hun var søster til Ptolemaios 6. Filometor og Ptolemaios 8. Fyskon. Hun ville i sidste ende gifte sig begge af hendes brødre.
Hendes første ægteskab var med hendes bror Ptolemaios 6. i ca. 175 f.Kr.. De havde mindst fire børn:
- Ptolemaios Eupator, født i 166 f.Kr., blev medregent med sin far for en kort tid, men døde i en ung alder i ca 152 f.Kr..
- Kleopatra Thea født i ca 164 f.Kr.. Hun blev gift med Alexander 1. Balas, Demetrios 2. Nikator, og myrdet af sin søn i ca 120 f.Kr..
- Berenice, en datter, født mellem 163 og 160 f.Kr.,  døde ung i ca 150 f.Kr..
- Kleopatra 3., født mellem 160 og 155 f.Kr., gift med sin onkel Ptolemaios 8.
- Ptolemaios (D), født ca 152 f.Kr., myrdet i 130 f.Kr. af Ptolemaios 8.

Kleopatra 2. blev gift med hendes bror Ptolemaios 8. Fyskon. i ca 145 f.Kr.. De havde mindst én søn:
Ptolemaios Memphites, født mellem 144 og 142 f.Kr., myrdet af sin egen far i 130 f.Kr.. Ptolemaios Memphites kan være identisk med Ptolemaios 7. Neos Filopator, men denne identifikation er ikke alment accepteret.